# Acianthera dutrae
Acianthera dutrae är en orkidéart som först beskrevs av Guido Frederico João Pabst, och fick sitt nu gällande namn av C.N.Gonç. och Waechter. Acianthera dutrae ingår i släktet Acianthera och familjen orkidéer. Inga underarter finns listade i Catalogue of Life.